# Mural de Bardia
El mural de Bardia és una pintura creada pel soldat britànic John Frederick Brill just abans de la seva mort als 22 anys, amb pintura negra, sobre la paret interior d'un petit castell situat a la part superior d'un penya-segat amb vistes a la badia de Bardia, a Líbia, durant la Segona Guerra Mundial. Mostra un collage d'imatges que van des dels horrors de la guerra representats per cranis fins als records de la llar de l'artista, rememorats pel vi, les dones i la música.
El mural s'ha degradat amb el pas dels anys, perdent-se la part inferior, i per una gran esquerda de la paret que el travessa de dalt a baix. A l'abril de 2009, uns artistes italians van començar a renovar-lo, omplint les esquerdes i substituint el guix trencat o desaparegut. Van netejar parts del mural eliminant graffitis que li havien dibuixat a sobre i van restaurar algunes de les traces negres de la pintura.
A partir d'unes fotografia presa en els anys seixanta, mentre el mural encara estava bastant intacte, s'observa com originalment mostrava records de Brill de casa seva així com els horrors de la guerra. D'esquerra a dreta es veu la imatge d'un boxejador superposat a un diari, sota el qual hi han bitllets, monedes i un munts de calaveres, que estenen les mans cap a imatges repetides i superposades de dones aparentment nues, les característiques facials de les quals canvien subtilment. Per sobre d'aquestes dones es pot veure la signatura de l'artista i la data 21-4-42, amb més cranis per sobre. La imatge continua, a l'altre costat del que sembla una cortina que separa en dos el mural, amb un piano de cua i una taula per a un àpat aparentment sumptuós, amb molts ganivets i forquilles per un sol plat, i sota la qual es hi han diversos llibres, que segons Lydia Pappas representen les obres de Charles Dickens d'esquerra a dreta: Una història de dues ciutats; Barnaby Rudge; David Copperfield; The Old Curiosity Shop i Els papers pòstums del Club Pickwick. A continuació es troba un director d'orquestra, seguit d'una sèrie de cares d'homes mirant a tres ballarines de ballet, que ballen sobre notes musicals. El mural acaba amb la imatge d'una cara, a la cantonada superior dreta, que mira per una finestra d'una paret de maó, de la qual s'ha especulat que representa al propi artista, o a un familiar esperant la seva tornada a casa.